# 静岡県道404号河津下田線
静岡県道404号河津下田線（しずおかけんどう404ごう かわづしもだせん）は静岡県賀茂郡河津町から同県下田市に至る一般県道である。

## 概要

### 路線データ
- 起点 : 静岡県賀茂郡河津町縄地（国道135号交点）
- 終点 : 静岡県下田市落合（国道414号交点）

## 沿革
- 1995年（平成7年）12月1日 - 認定[1]。

## 通過する自治体
- 静岡県
  - 賀茂郡河津町 - 下田市

## 接続路線
- 国道135号（東伊豆道路）（起点：河津町縄地）

この間道路区域未定（河津町縄地（起点） - 下田市落合）（河津町道・下田市道を介して迂回可能）
- 下田市道（下田市落合）
- 国道414号（下田街道）（終点：下田市落合）

## 周辺
- 伊豆急行伊豆急行線 稲梓駅
- 静岡県水産技術研究所 伊豆分場
- iZoo（イズー）(旧伊豆アンディランド)
- 箕作郵便局
- 下田市立稲梓中学校
- 下田市立稲梓小学校